# Sanikiluaq
Sanikiluaq (ᓴᓂᑭᓗᐊᖅ) ist die südlichste Siedlung von Nunavut und gehört zur Region Baffin. Sie liegt auf der zu den Belcher Islands gehörenden Insel Flaherty in der Hudson Bay, etwa 150 Kilometer von der Westküste Nord-Québecs entfernt, und hat etwa 850 Einwohner (davon 90 % Inuit). 
Hier lebten sowohl Menschen der Dorset-Kultur von etwa 500 v. Chr. bis 1000 n. Chr. als auch Angehörige der Thule-Kultur zwischen 1000 und 1800, unmittelbare Vorfahren der Inuit. Als erster Europäer kreuzte Henry Hudson im Jahr 1610 vor den Belcher Islands, und danach dauerte es offenbar bis 1914, dass Robert J. Flaherty, bekannt durch seinen 1922 gedrehten Film Nanuk, der Eskimo, in der Gegend von Sanikiluaq überwintern musste. 
Die Hudson’s Bay Company eröffnete 1928 einen ersten Handelsposten, der sporadisch bis in die 1950er Jahre betrieben wurde. 1961 etablierte die kanadische Regierung die erste Schule auf dem südlichen Teil von Flaherty Island. 1971 wurde offiziell die Siedlung Sanikiluaq gegründet. 
Erreichbar ist Sanikiluaq über den Flughafen Sanikiluaq mit Maschinen der regionalen Fluggesellschaft Air Inuit Ltd.